# Potamotrygon motoro
Cá đuối sông Ocellate (Potamotrygon motoro), còn được gọi là cá đuối mắt công hay cá đuối sông đen, là một loài cá đuối nước ngọt trong họ Potamotrygonidae. Nó là loài đầu tiên được mô tả trong họ và cũng là loài phổ biến nhất, trải dài trên hầu hết các lưu vực sông La Plata, Amazon, Mearim và Orinoco ở Nam Mỹ nhiệt đới và cận nhiệt đới. Đôi khi nó được nuôi trong bể thủy sinh.

## Phân loại
P. motoro thay đổi đáng kể về ngoại hình và hình thái trong phạm vi rộng lớn của nó, và một đánh giá phân loại các quần thể Amazon được mong đợi. Việc phân loại các quần thể trong lưu vực sông La Plata đã được xem xét vào năm 2013, dẫn đến phát hiện rằng P. motoro được tìm thấy hầu như xuyên suốt (vắng mặt ở phần thượng lưu của lưu vực Paraná từ đập Itaipu), nhưng cũng có hai thành viên khác của phức hợp loài này: P. amandae (phổ biến ở sông La Plata) và P. pantanensis (bắc Pantanal). Hai loại Amazon rất đặc biệt hoàn toàn không có các đốm màu vàng cam viền đen: Cái gọi là "Mantilla ray", CD4, ở Peru và các vùng lân cận của Brazil, và CD5 tương tự nhưng nhạt hơn từ các con sông gần Marajó. Cả CD4 và CD5 cùng sinh sống với các biến thể bình thường của P. motoro. Vào năm 2019, chúng được mô tả là một loài mới, P. marquesi.
Các thành viên hiện được công nhận của quần thể loài được tìm thấy ở những nơi khác là P. boesemani (sông Corantijn; vắng mặt P. motoro), P. jabuti (lưu vực Tapajós giữa và trên; P. motoro ở hạ lưu), và P. ocellata (lưu vực sông Amazon thấp hơn), nhưng cuối cùng có thể là danh pháp đồng nghĩa của P. motoro.

## Ngoại hình

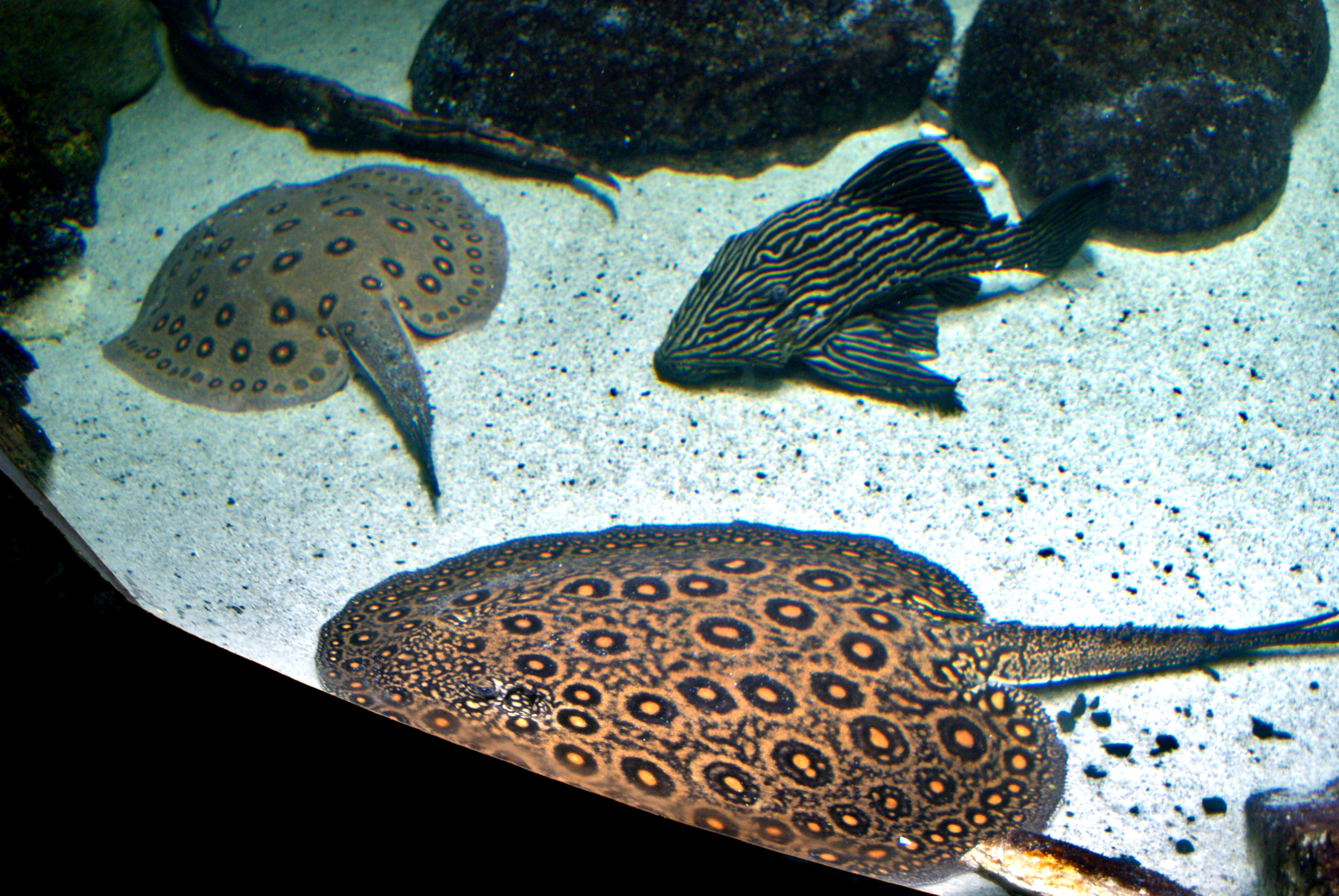
Hai biến thể của P. motoro, gần nhất là một loại "đá cẩm thạch" (cũng là một con cá panaque hoàng gia)

P. motoro có thể phát triển chiều rộng đĩa lên đến 50 cm, tổng chiều dài 1 m, và nặng 35 kg. Đĩa của nó có hình dạng gần tròn và mắt của nó nhô lên khỏi mặt lưng. Màu sắc của mặt lưng thường là màu be hoặc nâu, với nhiều đốm màu vàng cam với các vòng sẫm màu. Màu sắc chính xác của nó, sự sắp xếp và kích thước của các đốm có thể thay đổi đáng kể, tùy từng cá thể và tùy thuộc vào vị trí. Ba loại chính đã được xác định trong lưu vực sông Amazon, nhưng mỗi loại bao gồm một số loại phụ (hai loại chính bổ sung hiện được coi là một loài riêng biệt, P. marquesi). Hai loại Amazon chính, được gọi không chính thức là CD1 và CD2, được tìm thấy trên khắp Amazon (ngoại trừ phần lớn lưu vực Rio Negro) và chúng thường sinh tồn cùng nhau. Những con từ sông La Plata và Sông Mearim nhìn giống CD1. Các cá thể từ lưu vực Rio Negro và Orinoco (được nối với nhau bởi kênh Casiquiare) tương tự nhau và được gọi là CD3, nhưng khác với P. motoro ở những nơi khác. Một số cá thể của CD3 có các điểm gần vành đĩa được nối với nhau, tạo thành một đường giống chuỗi. Tuy nhiên, loại "cẩm thạch" thường chỉ được báo cáo từ lưu vực Orinoco, bao gồm cả sông Ventuari.

## Trong bể thủy sinh
Cá đuối sông Ocellate đôi khi được giữ trong điều kiện nuôi nhốt, với các nhu cầu tương tự như các thành viên khác của chi Potamotrygon. Nó là một trong những loài cá đuối nước ngọt phổ biến nhất, nhưng cần một bể rất lớn.